# Царевик
Царевик или Царевич (на македонска литературна норма: Царевиќ) е село в Община Прилеп, Северна Македония.

## География
Селото е разположено в голямата долина на река Раец, източно от общинския център Прилеп.

## История
В XIX век Царевик е село в Прилепска кааза, Мориховска нахия на Османската империя. В „Етнография на вилаетите Адрианопол, Монастир и Салоника“, издадена в Константинопол в 1878 година и отразяваща статистиката на населението от 1873 година, Царевик (Tzarevik) е посочено като село с 44 домакинства и 220 жители българи и 6 цигани. В 1899 година е построена църквата „Свети Димитър“.
Според статистиката на Васил Кънчов („Македония. Етнография и статистика“) от 1900 година Царевикъ има 470 жители, от които 460 българи християни и 10 цигани.
На Етнографската карта на Битолския вилает на Картографския институт в София от 1901 година Царевник е чисто българско село в Прилепската каза на Битолския санджак с 40 къщи.
В началото на XX век българското население на селото е под върховенството на Българската екзархия. По данни на секретаря на екзархията Димитър Мишев („La Macédoine et sa Population Chrétienne“) през 1905 година в Царевик има 320 българи екзархисти.
Според преброяването от 2002 година селото има 10 жители, всички северномакедонци.

## Личности
Родени в Царевик
- Георги Лажот (? – 1884), български революционер
- Никола Котев (? - 1907), български революционер, четник от ВМОРО, загинал в битката на Ножот[7]